# Елевтеруполска епархия (Римокатолическа църква)
 Тази статия е за титулярната римокатолическа епархия.  За историческата и православната вижте Елевтеруполска епархия.  
Елевтеруполската епархия (на латински: Dioecesis Eleutheropolitanus in Macedonia) е титулярна епископия на Римокатолическата църква с номинално седалище в македонския град Правища (Елевтеруполи), днес Гърция. Епархията е подчинена на Филипийската архиепархия. Като титулярна епископия е установена в 1933 година.
Титулярни епископи
| Име                     | Име                             | Управление                         | Забележка                                     | Години                             |
| ----------------------- | ------------------------------- | ---------------------------------- | --------------------------------------------- | ---------------------------------- |
| Йохан Вернер фон Вайдер | Johannes Werner von Veyder      | 12 ноември 1703 – 30 октомври 1723 |                                               | 2 декември 1657 – 30 октомври 1723 |
| Жан Франсоа Фуке        | Jean François Fouquet           | 21 март 1725 – 14 март 1741        |                                               | 12 март 1663 – 14 март 1741        |
| Джеймс Мърфи            | James Murphy                    | 8 май 1798 – 3 ноември 1801        | в епископ на Клогър                           | 1744 – 19 ноември 1824             |
| Францишек Левински      | Franciszek (Francesco) Lewiński | 3 юли 1826 – 15 юли 1854           |                                               | 12 август 1783 – 15 юли 1854       |
| Еустакио Заноли         | Eustachio Vito Modesto Zanoli   | 7 август 1857 – 17 май 1883        |                                               | 12 май 1831 – 17 май 1883          |
| Теодор-Херман Руджес    | Théodore-Herman Rutjes          | 11 декември 1883 – 4 август 1896   |                                               | 7 април 1844 – 4 август 1896       |
| Болеслав Клопотовски    | Bolesław Hieronim Kłopotowski   | 2 август 1897 – 14 декември 1899   | в епископ на Луцк, Житомир и Каменец Подолски | 13 март 1848 – 24 февруари 1903    |
| Франтишек Красъл        | Frantisek Borgia Krásl          | 27 юли 1901 – 27 юли 1907          |                                               | 23 декември 1844 – 27 юли 1907     |